# Fatima (film, 2015)
Pour le film de 2020, voir Fatima (film, 2020).
Pour plus de détails, voir Fiche technique et Distribution.
Fatima est un film français (en coproduction avec le Canada) réalisé par Philippe Faucon, sorti en 2015. Il s'inspire de Prière à la lune (2006) et Enfin, je peux marcher seule (2011), deux livres de Fatima Elayoubi.
Le film remporte le Prix Louis-Delluc en décembre 2015 et le César du meilleur film 2016.

## Synopsis
Fatima est une femme issue de l'immigration maghrébine, arrivée en France à l'âge adulte avec son mari. Des années plus tard, séparée de ce dernier, elle élève ses deux filles, Souad et Nesrine, en faisant des ménages. Craignant que ses filles de 15 et 18 ans ne connaissent qu'un parcours frustrant et précaire comme le sien, elle tente de les aider du mieux qu'elle peut, alors que l'aînée entre en première année de médecine et que la benjamine est en pleine crise d'adolescence.
Les deux filles ayant grandi en France, elles parlent mieux le français que leur mère et ne comprennent pas autant l'arabe. Fatima vit difficilement les conséquences de cette barrière linguistique, tant pour son intégration sociale qu'au sein de sa propre famille. Pour pallier cette frustration, elle tient quotidiennement un journal intime dans sa langue natale.
C'est alors que, pendant une longue période d'immobilisation due à un accident du travail, elle décide de se plonger dans ses cours d'alphabétisation et d'apprendre véritablement le français, tout en faisant lire ses manuscrits à son médecin, une jeune femme parlant l'arabe.

## Fiche technique
- Titre : Fatima
- Réalisation : Philippe Faucon
- Scénario : Philippe Faucon, d'après Prière à la lune (2006) et Enfin, je peux marcher seule (2011) de Fatima Elayoubi
- Musique : Robert Marcel Lepage
- Photographie : Laurent Fénart
- Montage : Sophie Mandonnet
- Production : Philippe Faucon (France) et Serge Noël (Québec)
- Pays de production :  France et  Québec (une coproduction officielle France Canada)
- Langues originales : français et arabe
- Genre : drame
- Durée : 79 minutes
- Dates de sortie :
  - France : 7 octobre 2015 ; 2 mars 2016 (ressortie après les César)[2]

## Distribution
- Soria Zeroual : Fatima

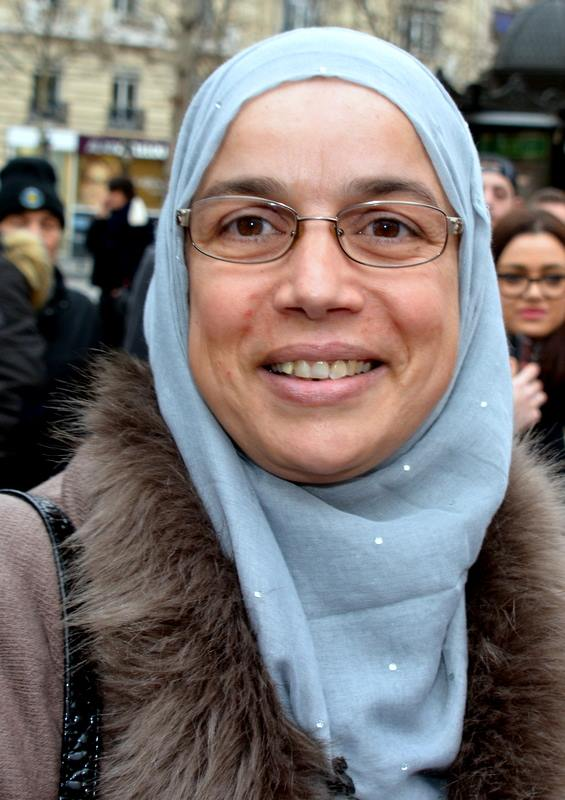
L'actrice principale Soria Zeroual.

- Zita Hanrot : Nesrine, la fille aîné de Fatima
- Kenza Noah Aïche : Souad, la fille cadette de Fatima
- Chawki Amari : l'ex-mari de Fatima, père de Nesrine et Souad
- Dalila Bencherif : Leila
- Edith Saulnier : Séverine
- Corinne Duchesne : la propriétaire de l'appartement
- Zakaria Ali-Mehidi : Sélim
- Emir El Guerfi : le copain de Sélim
- Zahra Addioui : femme de la cité 1
- Nadia Hamied : femme de la cité 2
- Isabelle Candelier : l'employeuse de Fatima
- Franck Andrieux : le médecin traitant de Fatima
- Christiane Laroche : la mère de l'employeuse de Fatima
- Hélène Balazard : l'employée du Crédit municipal
- Claire Brodiez : l'enseignante d'alphabétisation
- Fatima Herda : fille du campus 1
- Taïs Kazouan : fille du campus 2
- Jean-François Guérin : le prof de la faculté de médecine
- Nathalie Richard : la prof principale de Souad
- Aurélie Ducuing : la mère d'Aurélie
- Jean-Philippe Ferrière : le père d'Aurélie
- Sarah Lamèche : Malika
- Mehdi Senoussi : le prof d'EPS de Souad
- Jihade Sikouk : la caissière du supermarché
- Rachid Yous : le garçon du train
- Magali Bonat : le chef de Fatima
- Brigitte Chambon : la principale du collège
- Yolanda Mpele : la collègue de Fatima
- Jacques Chambon : le médecin du travail
- Jérôme Etienne : le doyen de la faculté de médecine
- Ahmed Tahir : garçon dragueur 1
- Adam Souli : garçon dragueur 2
- Fatima El Missaoui : Dr. Keltoum Merbaki

## Projet et réalisation
Le réalisateur Philippe Faucon souhaitait confier le rôle principal à une actrice non-professionnelle, jugeant qu'une véritable comédienne aurait eu du mal à être crédible dans le rôle d'une femme parlant mal le français. Soria Zeroual, femme de ménage algérienne résidant à Givors, a décroché le rôle après s'être présentée au casting un peu par hasard, sur la suggestion de son frère. Sa biographie présente des points communs avec le personnage : arrivée en France en 2002, Soria Zeroual a suivi des cours d'alphabétisation pour parvenir à maîtriser le français.

## Distinctions

### Récompenses
- Prix Louis-Delluc 2015
- Prix du meilleur film français du syndicat de la critique de cinéma
- Prix Lumières du meilleur scénario à la 21e cérémonie des prix Lumières 2016, pour Philippe Faucon
- César 2016 : 
  - Meilleur film
  - Meilleure adaptation d'après Prière à la lune de Fatima Elayoubi
  - Meilleur espoir féminin pour Zita Hanrot

### Nominations et sélections
- Festival de Cannes 2015 : sélection Quinzaine des réalisateurs
- César 2016 : meilleure actrice pour Soria Zeroual